# Josef Meissner
Josef Meissner (Mladá Boleslav, 22 ottobre 1886 – Buchenwald, 28 maggio 1940) è stato un allenatore di calcio cecoslovacco.

## Carriera
Guidò la Nazionale cecoslovacca nel corso dei Mondiali 1938, arrivando fino ai quarti di finale.